# H1Z1
H1Z1 è un videogioco d'azione sviluppato e prodotto da Daybreak Game Company. Il titolo è stato pubblicato in accesso anticipato per Microsoft Windows sulla piattaforma Steam il 15 gennaio 2015, e ufficialmente come free-to-play il 28 febbraio 2018. Il gioco viene inoltre lanciato su console il 22 maggio 2018 per Playstation 4 e in data da destinarsi per Xbox One.
Dal marzo 2016 il gioco è stato suddiviso in due progetti separati: H1Z1: Just Survive, in esclusiva per Windows, e H1Z1: King of the Kill, una versione battle royale per PC e console. Nell'agosto 2017 Just Survive viene scorporato dal brand H1Z1, lasciando King of the Kill come unico titolo ufficiale.

## Modalità di gioco
H1Z1 è un gioco d'azione multiplayer di genere battle royale, dove 100 giocatori vengono paracadutati su una mappa per combattere contro i propri avversari con l'obiettivo di rimanere gli unici sopravvissuti. I giocatori possono scegliere di giocare da soli, in coppia, o in gruppi di cinque persone.
I giocatori iniziano il match paracadutandosi e navigando in un punto a scelta della mappa di gioco. Una volta a terra, lo scopo è quello di recuperare armi e protezioni per sopravvivere agli avversari. I giocatori possono razziare vari oggetti con cui costruire armi, equipaggiamento e kit di pronto soccorso. Gli oggetti trovati possono inoltre essere scombinati e ricostruiti per ricavarne bende o giubbotti antiproiettile. Il modus operandi con cui affrontare la partita spetta ai giocatori: si può cercare di restare nell'ombra e sopravvivere sino alle ultime fasi del gioco, oppure essere più aggressivi e tendere imboscate ai nemici.
In momenti determinati durante il corso della partita una cortina di gas si stringe attorno all'area di gioco rimpicciolendola, e arrecando danni di conseguenza più gravi a tutti i giocatori che restano fuori dall'area sicura. Nelle ultime fasi la cortina di gas si stringe intorno a un ambiente ristretto, forzando i giocatori sopravvissuti allo scontro finale.
Dal marzo 2018 viene aggiunta la modalità Auto Royale, una variante dove i giocatori devono muoversi e combattere gli avversari esclusivamente a bordo dei propri mezzi.

## Armi
Nell'arsenale da poter fabbricare o trovare nel corso della partita vi sono armi bianche, granate e trappole. Di seguito la lista di armi da fuoco all'interno del gioco.

### Armi da fuoco
- M1911A1: pistola semiautomatica
- M9: pistola semiautomatica
- R380: pistola semiautomatica
- 44. Magnum: rivoltella
- 12GA Pump Shotgun: fucile a pompa
- AR-15: fucile semiautomatico
- AK-47: fucile d'assalto automatico
- .308 Hunting Rifle: fucile da caccia

## Sviluppo
Il gioco è stato pubblicato per Windows in accesso anticipato sulla piattaforma Steam il 15 febbraio 2015. In seguito al lancio il titolo è stato costellato di numerosi problemi tecnici: i giocatori riportarono di numerosi bug, glitch, problemi di framerate e cheater Per risolvere i problemi riscontrati dall'utenza, dal mese successivo al lancio gli sviluppatori hanno distribuito una serie di patch che ne hanno ripristinato la giocabilità. Nonostante il lancio problematico, il gioco ha venduto oltre un milione di copie nei primi due mesi.
Dal 17 febbraio 2016 la produzione decise di dividere il titolo in due giochi distinti: su Windows continuò la produzione di H1Z1: Just Survive, e venne annunciato H1Z1: King of the Kill per il mercato delle console. In agosto, Just Survive venne scorporato dal brand H1Z1 diventando un titolo stand-alone. Successivamente lo sviluppo del titolo per console venne fermato e rinviato per permettere agli sviluppatori di concentrarsi sull'uscita ufficiale del titolo su Steam, programmata inizialmente per il 20 settembre dello stesso anno. Una settimana prima del lancio il produttore esecutivo del gioco annunciò un nuovo rinvio della data d'uscita ufficiale per via di ritardi nella produzione, programmando per lo stesso giorno una corposa patch con numerose novità inizialmente previste per il lancio ufficiale. per quanto riguarda Just Survive, Daybreak Game Company, il 24 agosto 2018, ha annunciato la chiusura definitiva del multiplayer online. I server, andarono offline il giorno 24 ottobre 2018.
Nell'ottobre 2017 il titolo ha abbandonato il sottotitolo King of the Kill per rinominarsi semplicemente H1Z1, annunciando l'apertura della propria ProLeague e l'entrata negli sport elettronici. La lega, che ha avuto inizio il 21 aprile 2018, conta 15 squadre giocare simultaneamente tra di loro per contendersi la vittoria delle partite.
Dopo tre anni, il gioco vede l'uscita ufficiale il 28 febbraio 2018. L'update ha portato un sistematico update nel gameplay, la modalità alternativa Auto Royale e l'implementazione del sistema di ranking. A pochi giorni dall'uscita il titolo cambia politica trasformandosi in free-to-play, permettendo però agli utenti di acquistare una fra tre diverse versioni che remunerano il giocatore con diversi bonus e skin, dipendentemente dalla versione acquistata.
Al termine del febbraio 2018 il gioco conta la perdita del 91% di giocatori attivi rispetto al luglio dell'anno precedente, venendo surclassato da titoli dello stesso genere come PlayerUnknown's Battlegrounds e Fortnite.